# 章允賢
章允賢（1503年—？），字汝愚，號九華，直隸池州府青陽縣人，民籍，明朝政治人物。

## 生平
嘉靖七年（1528年）戊子科應天府鄉試第一百名舉人。嘉靖八年（1529年）聯捷己丑科會試第九名，登第三甲第一百六十九名進士。嘉靖十六年（1537年）任直隸成安縣知縣，十九年十月行取禮科給事中。二十二年七月升吏科右，二十三年二月升禮科左，二十四年七月以原职致仕。

## 家族
曾祖章伯通，曾任義官；祖父章叔直，曾任義官；父章杲，曾任監生。母汪氏。具慶下。